# Castell de l'Ametlla de Segarra
El castell de l'Ametlla de Segarra és un edifici del poble de l'Ametlla de Segarra, al municipi de Montoliu de Segarra (Segarra) declarat bé cultural d'interès nacional. Les ruïnes del castell es troben a la part alta del poble de l'Ametlla de Segarra prop de l'actual dipòsit d'aigües i fora de l'estructura urbana del poble.

## Descripció
Construcció situada a la part més alta del poble, vora de l'actual dipòsit d'aigües i fora de l'estructura urbana del poble. Les restes de la torre del castell, són l'única resta conservada de l'antiga fortalesa, i aquesta se'ns presenta de planta rodona i conserva dos dels tres pisos originaris. El pis inferior està coberta per una falsa cúpula que alhora fa de terra del primer pis. La porta d'accés es troba oberta cap a l'est, i presenta actualment una estructura molt malmesa amb una part de l'arc de mig punt. L'obra està realitzada amb un parament de carreus rectangulars, col·locats en filades i amb rejunt de morter de calç. Destaquem però una clara diferenciació entre la mida dels carreus de les primeres filades de la torre que són notablement més grans que les pedres situades en un nivell superior, que són més petites.
La datació es dataria a mitjan segle xi. En època moderna s'utilitzà com habitatge, cosa que provocà algunes reformes. Fou espoliada d'algunes pedres i la cúpula superior s'ensorrà. L'any 2011 es va portar a terme la restauració amb molt bons resultats.

## Història
El seu origen es remunta al segle xi quan els comtes de Barcelona organitzaven aquest sector extrem del comtat de Manresa-Osona. L'any 1077, els bessons Ramon Berenguer II i Berenguer Ramon II infeudaren el castell a Ecard Miró i la seva dona Magència perquè hi acabessin la fortalesa del lloc. Ecard Miró fou el primer senyor de Solsona. Els Torroja, descendents directes d'Ecard Miró, mantingueren la senyoria de l'indret fins a començaments del segle xiii, quan, l'any 1215, Agnès de Torroja, senyora de Solsona i d'Arbeca, d'acord amb els castlans Arnau de Concabella i la seva muller Albespina, donà el castell a l'orde de l'Hospital. L'Ametlla passà a formar part de la comanda hospitalera de Cervera que en tenia tota la jurisdicció civil i criminal. Els hospitalers l'infeudaren als Jorba que en foren castlans fins a 1272.
La fortalesa tingué un paper estratègic rellevant durant la guerra civil (1462-1472) contra Joan II. Al segle xix, amb l'abolició de les senyories, l'orde de l'Hospital deixà de posseir l'alt domini del castell de l'Ametlla.
En època moderna la fortificació fou aprofitada com a habitatge, fet que va fer que s'obrís una obertura a nivell inferior, es tapiés el forat que comunicava la cambra inferior amb la cambra principal i s'arrebossés algun espai.
Fins al segle xix, amb l'abolició de les senyories, aquesta orde es va fer càrrec del castell de l'Ametlla.